# Wojciechowo (Orneta)
Pour l’article homonyme, voir Wojciechowo.
Wojciechowo est un village polonais de la voïvodie de Varmie-Mazurie, dans le powiat de Lidzbark.

## Géographie
Wojciechowo est traversé par la rivière Pasleka.